# A Fight for Love
A Fight for Love er en amerikansk stumfilm fra 1919 af John Ford.

## Medvirkende
- Harry Carey som Cheyenne Harry
- Joe Harris som Black Michael
- Neva Gerber som Kate McDougal
- Mark Fenton som Angus McDougal
- J. Farrell MacDonald